# Кара Ікер
Кара Ікер (нар. 7 листопада 2002, Цзянсі, Китайська Народна Республіка) — американська гімнастка. Дворазова чемпіонка світу в команді. Спеціалістка вправи на колоді.

## Біографія
Народилась в Цзянсі, Китайська Народна Республіка, в 2003 році була усиновлена американською родиною Марка Ікера та Кетрін Ікер, з якою проживає в Грейн-Веллі (Міссурі). В родині також виховуються Катріна, Арон і Сара. До 2021 року навчається в старшій школі Грейн-Веллі.

## Спортивна кар'єра
З 2005 року відвідує секцію спортивної гімнастики. 

#### 2018
На чемпіонаті світу в Досі, Катар, разом з Сімоною Байлс, Морган Гьорд, Грейс Мак-Калум та Райлі Мак-Каскер в командних змаганнях здобула перемогу, яка збірній США принесла команду олімпійську ліцензію на Олімпійські ігри 2020 у Токіо, Японія. У фіналі вправи на колоді посіла 6 місце.

#### 2019
На чемпіонаті світу 2019 року під час кваліфікаційного раунду Кара посіла четверте місце  у вправі на колоді, що гарантувало участь у фіналі, однак, команда подала протест на оцінку складності, яку судді після перегляду знизили, що призвело до поточного десятого місця та статусу першої запасної у цій праві на фіналі. У командному фіналі разом з Сімоною Байлз, Суніса Лі, Джейд Кері та Грейс Мак-Калум здобула золото. Через травму канадської гімнастки Елізабет Блек в фіналі багатоборства, яка була фіналісткою вправи на колоді, Кара отримала право участі у фіналі вправи на колоді, де посіла четверте місце.

#### 2021
На олімпійських випробовуваннях посіла сьоме місце в багатоборстві і не потрапила до складу збірної США на Олімпійські ігри в Токіо, Японія.

## Результати на турнірах
| Рік  | Змагання                         | КБ | ІБ | Опорний стрибок | Різновисокі бруси | Колода | Вільні вправи |
| ---- | -------------------------------- | -- | -- | --------------- | ----------------- | ------ | ------------- |
| 2018 | Чемпіонат США                    |    | 7  |                 | 9                 | 2      | 5             |
| 2018 | Панамериканський чемпіонат       | 1  |    |                 |                   | 1      | 3             |
| 2018 | Табір відбору на чемпіонат світу |    | 6  | 8               | 9                 | 1      | 5             |
| 2018 | Чемпіонат світу                  | 1  |    |                 |                   | 6      |               |
| 2019 | Панамериканські Ігри             | 1  | 4  |                 |                   | 1      | 2             |
| 2019 | Чемпіонат США                    |    | 10 |                 | 11                | 2      | 10            |
| 2019 | Табір відбору на чемпіонат світу |    | 3  | 9               | 3                 | 1      | 3             |
| 2019 | Чемпіонат світу                  | 1  |    |                 |                   | 4      |               |
| 2021 | Американська класика             |    | 5  |                 |                   |        |               |
| 2021 | Чемпіонат США                    |    | 10 |                 |                   | 5      |               |
| 2021 | Олімпійське випробовування       |    | 7  |                 | 2                 | 6      | 7             |